# Харпал
Харпал (на старогръцки: Ἅρπαλος) е македонски благородник, приятел и управител на хазната на Александър Велики по времето на похода против Ахеменидското царство.
Харпал е син на Махата и брат на Филип и има добър контакт още като млад с бащата на Александър Филип II. Той е приятел на Александър, през 336 г. пр. Хр. по времето на „Пиксодар-аферата“ отива с него в изгнание и го придружава в Похода на Александър. През 333 г. пр. Хр. той отива с открадната сума от царската хазна от Мала Азия в Мегара, но е помилван от Александър и след битката при Гавгамела е назначен дори за управител на царската хазна в Екбатана, докато Александър преследва персийския велик цар Дарий III. Харпал е също отговорен за снабдяването на войските.
По време на похода на Александър в Индия Харпал прахосва големи суми от хазната и води разкошен живот във Вавилон и си взема ок. 329 г. пр. Хр. атенианската хетера Питионика за любовница. След нейната смърт (преди 324 г. пр. Хр.) Харпал я издига на богиня като „Афродита Pythionike“ и я чества култово. При връщането на Александър през 324 г. пр. Хр., той бяга с 5000 сребърни таланти и 6000 гръцки наемници в Атина, където след подкупи получава почетно гражданство.
От Атина се иска предаването на избягалия Харпал, но той успява да избяга на Крит, където е убит от спатанеца Тиброн, командир на наемниците. В Атина са обвинени в подкуп чрез Харпал (Процес Харпал, наречен „аферата Харпал“) и осъдени множество от знатните мъже, между тях Демостен.